# Cotesia griffini
Cotesia griffini är en stekelart som först beskrevs av Henry Lorenz Viereck 1911.  Cotesia griffini ingår i släktet Cotesia och familjen bracksteklar. Inga underarter finns listade i Catalogue of Life.